# 24916 Штельцхаммер
24916 Штельцхаммер (24916 Stelzhamer) — астероїд головного поясу, відкритий 7 березня 1997 року.
Тіссеранів параметр щодо Юпітера — 3,490.